# Panamá Viejo
O Panamá Viejo são os restos da antiga Cidade do Panamá e antiga capital panamense. Situa-se nos arredores da Cidade do Panamá, Panamá. Em conjunto com o Distrito Histórico do Panamá é um Património Mundial da Unesco desde 1997, e a área abrangida foi aumentada em 2003.

## História
A cidade foi fundada em 15 de agosto de 1519 com uma população de 100 habitantes por Pedro Arias Dávila e constitui a primeira cidade permanente no Oceano Pacífico; e substituiu às anteriores cidades de Santa María la Antiga del Darién e Acla. Um tema recorrente na história da cidade foi o fluxo e refluxo do comércio internacional através do istmo. Dois anos depois, em 15 de setembro de 1521, recebeu mediante Real Cédula o título de Cidade e um Escudo de Armas conferido por Carlos V de Espanha e a sua vez se estabeleceu um Cabildo. Pouco tempo depois de fundada, a cidade se converteu no ponto de partida para a exploração e conquista do Peru e um ponto de trânsito para os carregamentos de ouro e prata que se enviavam a Espanha.
Em 1539 e em março de 1563, a cidade sofreu grandes incêndios que devastaram parte da cidade; no entanto isto não deteve o progresso da cidade. Já em 1610, existiam ao menos 5000 habitantes, umas 500 moradias e vários conventos e capelas, um hospital e a Catedral dedicada à Virgem da Assunção, convertendo-a numa das cidades mais importantes da América espanhola.
No início do século XVII, a cidade sofre a ameaça de piratas e corsários, somado às constantes ameaças de indígenas provenientes do Darién. Em 2 de maio de 1620 a cidade sofre um terremoto do qual resultaram vários mortos e feridos e danos estruturais. O 21 de fevereiro de 1644 ocorre O Grande Incêndio, o qual foi provocado e consumiu 83 casas e vários edifícios religiosos, incluindo a Catedral, tendo nesse tempo então uma população de 8000 habitantes.
No ano de 1670 a população teve um aumento significativo de 10 000 habitantes; contava a cidade antes do 28 de janeiro de 1671, quando Henry Morgan, com 1400 homens atacaram e tentaram saquear a cidade com bastante resistência; ainda que não pudessem saquear a cidade porque o Capitão Geral de Terra Firme, Don Juan Pérez de Guzmán ordenou explodissem os depósitos de pólvora da cidade, isto provocou um gigantesco incêndio que destruiu totalmente a cidade. Como os piratas não puderam obter um grande botim perseguiram e saquearam os habitantes da antiga cidade que tinham fugido com seus pertences e coisas de valor. Com isto obtiveram bastante riquezas, suficientes para carregar com 195 mulas, e se retiraram das ruínas em 24 de fevereiro, com vários prisioneiros e escravos capturados. As ruínas são agora uma grande atracção turística.